# Donji Lučani
Donji Lučani su naseljeno mjesto u općini Kakanj, Federacija Bosne i Hercegovine, BiH.
Nalazi se na desnoj obali rijeke Bosne. 

## Stanovništvo

### 1991.
Nacionalni sastav stanovništva 1991. godine, bio je sljedeći:
ukupno: 114
- Srbi - 114

### 2013.
Na popisu stanovništva 2013. godine bilo je bez stanovnika.